# Ion N. Petrovici

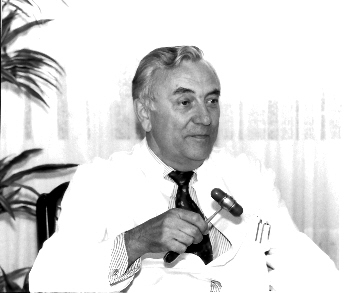
Ion N. Petrovici (2004)

Ion N. Petrovici (* 19. August 1929 in Ploiești; † 19. Februar 2021) war ein deutscher Neurologe, Professor für Neurologie und Psychiatrie an der Medizinischen Fakultät der Universität zu Köln und Direktor der Neurologischen Klinik Köln-Merheim. Er beschrieb 1962 das gekreuzte Asyphigmo-Pyramidal-Syndrom.
Ion N. Petrovici wurde am 19. August 1929 in Ploiești (Rumänien) geboren, wo er das staatliche Gymnasium Petrus und Paulus 1947 mit dem Abitur abschloss. Sein Studium der Medizin an der Universität Bukarest beendete er 1953 mit der ärztlichen Staatsprüfung und promovierte mit der Arbeit Degenerative Diskopathien.
Die weitere Ausbildung in der Neurologie erhielt Petrovici bei Arthur Kreindler und Vlad Voiculescu in der Klinik für Neurologie des Instituts für Neurologische Forschung der Rumänischen Akademie für Wissenschaft in den Jahren 1956–1959.
1964 trat Ion N. Petrovici in die Neurochirurgische Universitäts-Klinik Bukarest als Leiter der Abteilung für präoperative Diagnostik ein. Zusammen mit Constantin Arseni, Direktor der Neurochirurgischen Klinik, Francisc Nash und Vlad Cunescu veröffentlichte Petrovici 1965 die Monographie Bolile vasculare ale creierului și ale măduvei spinării (Gefäßbedingte Erkrankungen des Gehirns und des Rückenmarks, Editura Medicală, Bukarest) und war 1966 Hauptreferent auf dem Nationalen Kongress für Neurologie von Bukarest mit dem Thema Tumorile lobului temporal (Die Tumoren des Temporallappens).
Ion N. Petrovici siedelte 1969 nach Deutschland über, wo er seine Tätigkeit in der Klinik für Neurologie des Max-Planck-Instituts für Hirnforschung unter der Leitung von Klaus-Joachim Zülch aufnahm. Dort begann die lange Zusammenarbeit mit K.-J. Zülch, der ihn auf dem Gebiet der neurologischen Forschung förderte, sodass es, neben seinen Verpflichtungen als Klinikarzt, Petrovici möglich war, auch wissenschaftlich zu arbeiten und sich 1978 mit der Dissertation Hemisphärische Unterschiede und interhemisphärische Übertragung des Lernens bei Patienten mit fokalen Hirnläsionen zu habilitieren. 1983 wurden ihm durch den Kultusminister des Landes Nordrhein-Westfalen die Rechte eines apl. Professor für Neurologie und Psychiatrie an der Universität zu Köln verliehen.

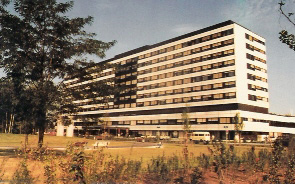
Klinikum Köln-Merheim

1985 wurde Petrovici zum Direktor der Neurologischen Klinik Köln-Merheim, akademisches Krankenhaus der Universität zu Köln, berufen, Funktion, die er bis zu seiner Emeritierung 1994 bekleidete.
Wissenschaftlich beschäftigten ihn die Arbeiten über cerebro-vaskuläre Erkrankungen, über Therapie der malignen Hirntumoren, über die neurologische Lokalisationslehre und, vor allem, über spezielle Probleme der Neuropsychologie, wie funktionelle hemisphärische Spezialisierung, interhemisphärischer Transfer der Information, die linke (nicht-dominante) Hirnhemisphäre und die Sprache. Die Ergebnisse dieser Studien sind in 14 Beiträgen zu Monographien und Handbüchern sowie in über 200 Artikel in Fachzeitschriften erschienen.
Seine Beiträge zur Entwicklung der Neurowissenschaft fanden durch die Ehrenmitgliedschaft in der Rumänischen Akademie für Medizinische Wissenschaft und 2003 durch das Diplom Akademische Verdienste und die Auszeichnung mit der G. Marinescu-Gedenkmünze der Rumänischen Akademie Anerkennung.
Ion N. Petrovici war Mitglied der Deutschen Gesellschaft für Neurologie, Deutschen Gesellschaft für klinische Neurophysiologie, Deutschen Gesellschaft für Neuropsychologie, Società Italiana di Neurologia, European Neurological Society, New York Academy of Sciences und Fellow of the Royal Society of Medicine (London).

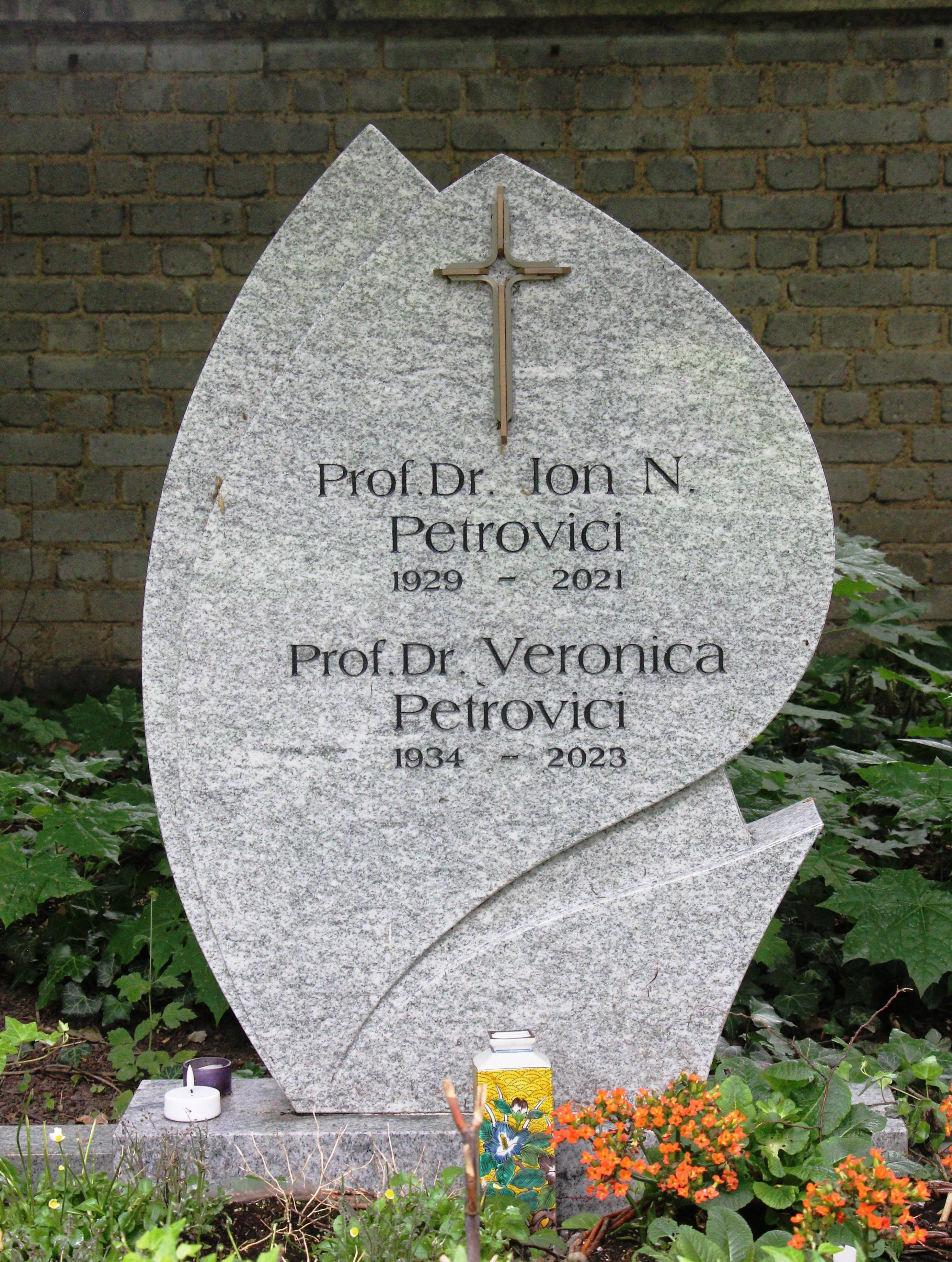
Grabstätte

Petrovici starb 2021 im Alter von 91 Jahren. Er war verheiratet mit der Chirurgin Veronika Petrovci (1934–2023). Die Grabstätte der Eheleute befindet sich auf dem Kölner Melaten-Friedhof.

## Dazugehörige Eponyme
- Das Petrovici-Fradis-Syndrom, gekreuztes Asphygmo-Pyramidal-Syndrom bei Verschlüssen der Arteria carotis. Psychiat.Neurol.,Basel 144:137 - 155 (1962)
- Petrovici-Zeichen, Verstärkung des Handgreifreflexes bei gleichzeitiger Auslösung des tonischen Fußsohlenreflexes. Psychiat.Neurol.Neurochir., 71:259 - 263 (1968)